# Македонско девојче
Македонско девојче је македонска народна песма чији је аутор Јонче Христовски (1964), у извођењу Виолете Томовске и Кирила Манчевског. Много је популарна и у другим балканским земљама, пре свега где год да живе Македонци и где је доминантан словенски етнички елемент.

## Текст
| на македонском језику | на српском језику |
| --- | --- |
| Македонско девојче, китка шарена, во градина набрана дар подарена, реф: Дали има на овој бели свет поубаво девојче од Македонче? Нема, нема не ќе се роди поубаво девојче од Македонче. Нема ѕвезди полични, од твоите очи. да се ноќе на небо ден ќе раздени. реф: ..... Кога коси расплетиш како коприна лична си и полична од самовила. реф: ..... Кога песна запее славеј натпее, кога оро заигра срце разигра.. реф: ..... | Македонска девојчица, цвет шарени, У башти убрани, даром поклоњени. Рефрен: Дал' постоји на овом белом свету, Лепше цурице од Македонке. Нема, нема неће се родити, лепша цурица од Македонке. Нема звезда сјајнијих од твојих очију, Да су ноћу на небу, Дан би свануо. Рефрен... Када косе расплићеш, као коприна, лепа си и лепша, од самовиле. Рефрен... Када песму запева, славуја натпева, када коло заигра, срце разигра. Рефрен... |